# 유게정 (오카야마현)
유게정(弓削町)은 오카야마현 구메군에 있던 정이다. 현재의 구메난정에 해당한다.

## 역사
- 1889년 6월 1일 - 정촌제 시행에 수반해 구메난조군 유게촌이 발족하였다.
- 1900년 4월 1일 - 구메호쿠조군과 합병해 구메군이 되었다.
- 1917년 4월 1일 - 정으로 승격해 유게정이 되었다.
- 1940년 4월 1일 - 다쓰카와촌과 합병해, 새롭게 유게정이 되었다.
- 1954년 4월 1일 - 고메촌, 다쓰야마촌, 단조지촌과 합병해, 구메난정이 되었다.

## 교통

### 철도
- 일본국유철도
  - 쓰야마선

## 참고문헌
- 和泉橋警察署 『新旧対照市町村一覧』第2冊（東京 ： 加藤孫次郎、1889（明22））
- 地名編纂委員会 『角川日本地名大辞典33 岡山県』（角川学芸出版、1989、ISBN 4040013301）